# Creedonia succinea
Creedonia succinea is een slakkensoort uit de familie van de Ellobiidae. De wetenschappelijke naam van de soort is voor het eerst geldig gepubliceerd in 1854 door Pfeiffer.